# Andreas Glyniadakis
Andreas Glyniadakis (griechisch Ανδρέας Γλυνιαδάκης, * 26. August 1981 in Chania, Griechenland) ist ein ehemaliger griechischer Basketballspieler. Mit seiner Größe von 2,16 m spielt er auf der Position des Centers.

## Karriere

### Europa
Glyniadakis begann seine Karriere in der Jugendmannschaft Chanias auf Kreta in Griechenland. Im Jahr 1997 wechselte er schließlich in die griechische erste Liga zum Verein Panathinaikos Athen, begann hier seine Profikarriere und gewann mit der Mannschaft in den Jahren 1998, 1999, 2000 und 2001 die griechische Meisterschaft. Im Sommer 2001 wechselte er schließlich zu Peristeri Athen, wo er zwei weitere Saisons spielte.

### USA
Mit dem 58. Pick der NBA-Draft 2003 wurde Glyniadakis von den Detroit Pistons gewählt, bestritt für diesen Verein jedoch nie ein NBA-Spiel. Die Saison 2005/2006 verbrachte er bei den Roanoke Dazzle in der NBA D-League. Im Jahr 2006 spielte er in den Vorbereitungsspielen für die kommende NBA-Saison im Team der Atlanta Hawks, wurde jedoch noch vor dem ersten Saisonspiel aus dem Kader des Teams gestrichen. In der Folge wechselte er zum in die NBA D-League zu den Albuquerque Thunderbirds, mit denen er im Jahr 2006 die Meisterschaft gewann.
Am 5. November 2006 unterschrieb Glyniadakis einen Vertrag bei den Seattle SuperSonics, für die er in insgesamt 13 Spielen, in denen er im Schnitt 1,3 Punkte erzielte, auflief. Am 4. Januar 2007 wurde der Center jedoch aus dem Kader gestrichen, sodass er erneut in der D-League für die Thunderbirds spielte. Im Jahr 2007 versuchte Glyniadakis zum vorerst letzten Mal erfolglos den Sprung in die NBA und spielte in der NBA Summer League in Las Vegas für die Boston Celtics.

### Zurück in Europa
Im Mai 2007 hatte Glyniadakis noch in der Italienischen Liga einen Vertrag bei Virtus Bologna unterschrieben, um dort den Rest der Saison zu bestreiten, bevor er nach seinem Intermezzo in der NBA Summer League im September schließlich nach Griechenland zurückkehrte und bei AEK Athen einen Vertrag unterschrieb. Am 1. Oktober jedoch wurde er auch hier aus dem Kader gestrichen und wechselte zum Ligakonkurrenten Athens, dem Verein Marousi. Nach zwei Saisons wechselte Glyniadakis 2009 zum griechischen Spitzenclub Olympiacos Piräus, mit dem er 3 Saisons hintereinander (2009–2012) im höchsten europäischen Wettbewerb, der EuroLeague, gespielt hat. Nach dem Gewinn der Euroleague 2012 wechselte Glyniadakis nach Kasachstan zu BK Astana.

### Nationalmannschaft Griechenlands
Glyniadakis war Mitglied in verschiedenen Juniorennationalmannschaften Griechenlands. So nahm er unter anderem im Jahr 1997 an der U16-Europameisterschaft teil und erreichte im Jahr 1998 mit seiner Mannschaft bei der U18-Europameisterschaft den dritten Platz. Ebenfalls nahm er mit griechischen Juniorenteams im Jahr 1999 an der U18-Weltmeisterschaft und im Jahr 2000 an der U20-Europameisterschaft teil.
Glyniadakis wurde später ebenfalls in die griechische Basketballnationalmannschaft berufen und nahm mit ihr an den Olympischen Sommerspielen 2008 in Peking teil. Bei der Basketball-Europameisterschaft 2009 in Polen gewann er mit seiner Mannschaft die Bronzemedaille.

## Erfolge und Auszeichnungen

### Profikarriere
- Griechischer Meister: 1998, 1999, 2000, 2001, 2012
- Kasachischer Meister: 2013
- Zyprischer Meister: 2014
- Griechischer Pokalsieger 2010, 2011
- Kasachischer Pokalsieger: 2013
- Europapokal der Landesmeister 2000
- EuroLeague: 2012
- NBA-Development-League-Meisterschaft 2006
- Teilnahme am griechischen Allstargame: 2004, 2009

### Nationalmannschaft
- Bronzemedaille bei der U18-Europameisterschaft 1998
- Bronzemedaille bei der Basketball-Europameisterschaft 2009